# Procés Bayer
La major part de la producció mundial de bauxita es destina a l'obtenció de l'alúmina mitjançant el procés Bayer, que posteriorment es processa mitjançant el procés Hall-Heroult per obtenir l'alumini.
La Xina és el principal país en realitzar aquest procés, ja que el 40% de l'alumini mundial és produït en aquest país. Altres països que el segueixen són Rússia (9,3%) o Canadà (7,1%). En canvi, Espanya té una producció minoritària, tot i això, hi ha una empresa, amb seu a Madrid, que realitza aquest procés, el seu nom és Alcoa, que posseeix fàbriques a Barcelona, La Coruña i Madrid entre d'altres.

## El procés
Aquest procés tracta la bauxita, rentant-la, polvoritzant-la i dissolent-la a altes pressions i temperatures en hidròxid de sodi. A més, es generen una sèrie de residus perillosos per al medi ambient, com residus de ferro, silici i titani, aquest residu es coneix com a fang vermell
Les etapes del procés Bayer dependran del tipus de bauxita utilitzada, ja que n'hi ha de fàcils de digerir, però també n'hi ha difícils. Tot i així, aquest procés consta de quatre fases, la digestió de la bauxita, dilució i separació dels residus, precipitació i calcinació:

### Digestió
Abans de dur a terme la digestió de la bauxita, s'han de dur a terme dos processos, el primer d'ells és la molturació d'aquesta per tenir una mida de partícula adequada per al treball. I posteriorment, es duen una sèrie de processos per eliminar possibles restes de silici.
En aquesta operació, la bauxita triturada, es dissol en hidròxid de sodi, per tal de formar una dissolució d'aluminat de sodi, com es poden tenir dos tipus de bauxita, una de mono hidratada i una altra de trihidratada, poden succeir les reaccions següents:
Per a l'òxid d'alumini trihidratat:
Al₂O₃·3H₂O + 2·NaOH --> 2·NaAlO₂ + 4·H₂O
Per a l'òxid d'alumini monohidratat:
Al₂O₃·H2O + 2·NaOH --> 2·NaAlO2 + 2H₂O
És important saber que, si es treballa a altes
temperatures i a altes pressions, augmenta la cinètica d'aquestes reaccions. Tot i així també sorgeixen desavantages, com per exemple: problemes de corrosió als tancs o l'augment de les solubilitats d'altres òxids presents a la bauxita (disminuint la puresa final). Per aquests motius, les
condicions del digestor es trobaran en un punt intermedi.

### Dilució i separació de residus
La solució restant de la digestió és sotmesa a una separació dels fangs i les arenes que conté. Aquesta dissolució flueix per dins d'uns hidroseparadors, on les partícules més grans, anomenades arenes compostes són separades i eliminades. Llavors la solució aquosa passa a uns tancs, on es sedimenten les partícules més fines, com el fang vermell. Aquest fang vermell és eliminat mitjançant una bomba, tot rentant-se amb aigua per a recuperar les restes d'alúmina o hidròxid de sodi. Com el fang vermell és molt contaminant, es bombeja a unes basses d'emmagatzematge. Per acabar, es fa un filtratge de seguretat, per a assegurar-se que les partícules hagin estat eliminades.

### Precipitació
En aquesta etapa l'alúmina dissolta es recupera, en el que és bàsicament un procés a la inversa de la digestió, precipitant l'alúmina en forma de trihidrat:
2NaAlO₂ + 4H₂O --> Al₂O₃·3H₂O + 2·NaOH
La precipitació es du a terme en un tanc de precipitació, i per tal de fomentar-la, es sol afegir-hi d'alúmina trihidratada cristal·lina.

### Calcinació
Un cop rentat i filtrat, el sòlid resultant s'envia a dipòsits d'emmagatzematge. Llavors, es condueix a una sèrie d'unitats de calcinació, on s'elimina tota l'aigua restant, l'aigua lliure i l'aigua unida químicament. Per a fer-ho es poden arribar a temperatures al voltant de 1100 °C. Finalment, s'acaba obtenint partícules petites d'alúmina, amb una mida propera als 45 μm.